# New England (Verenigde Staten)

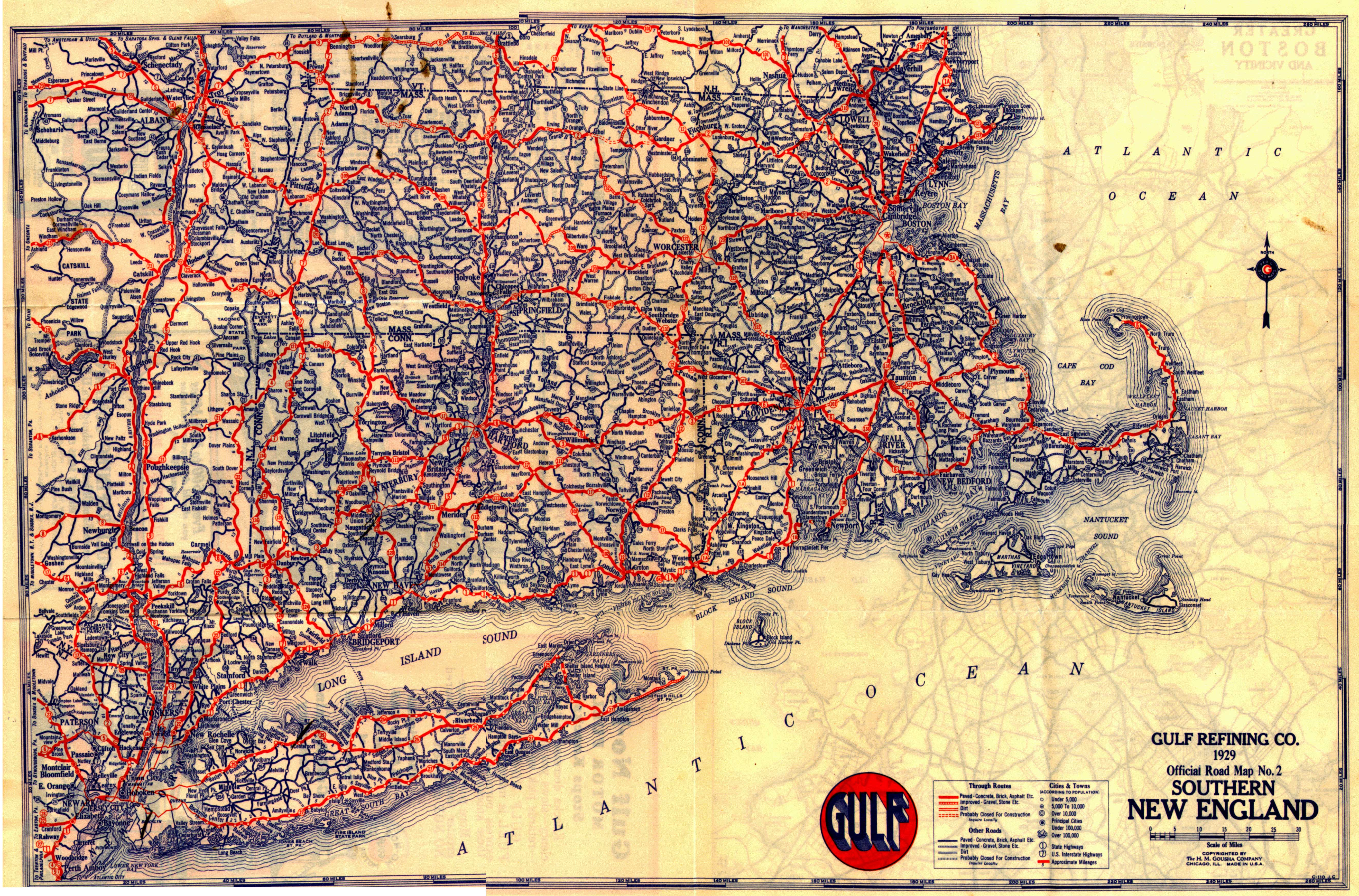
Wegenkaart van New England uit 1929

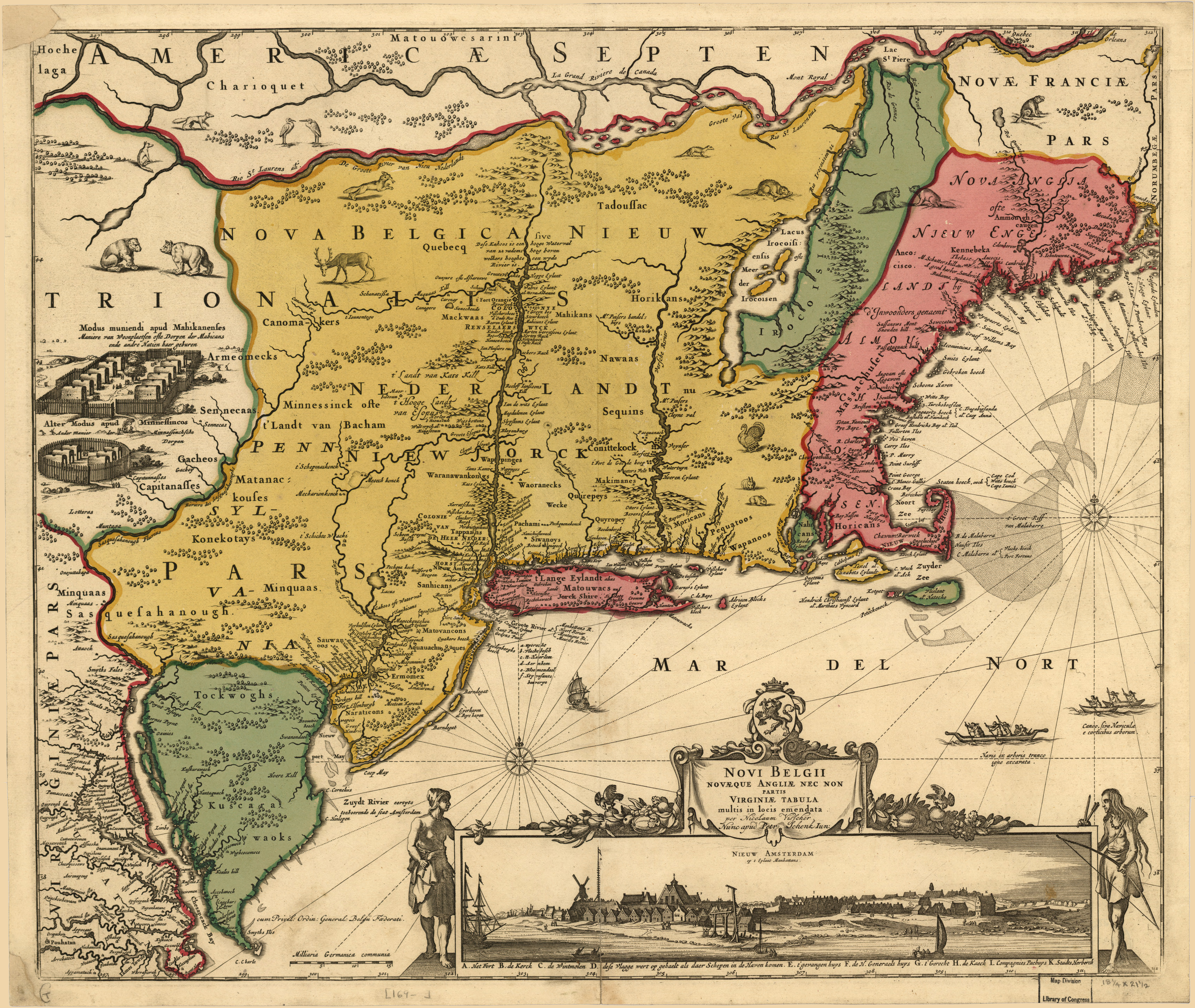
Nieuw-Nederland (Nova Belgica) en New England

New England of Nieuw-Engeland is een regio in het uiterste noordoosten van de Verenigde Staten. Volgens de traditionele definitie omvat deze regio de staten Connecticut, Maine, Massachusetts, New Hampshire, Rhode Island en Vermont. In het zuidwesten grenst de regio aan de staat New York, die tot de Midden-Atlantische staten wordt gerekend.
De naam is al in gebruik sinds het begin van de koloniale tijd; John Smith beschreef het gebied in 1616 onder deze naam. Het gebied werd gekoloniseerd door een geloofsgroep uit Engeland, de puriteinen, die zich tot doel hadden gesteld een nieuw Jeruzalem te bouwen en hun geloof te verspreiden. Door te verhuizen naar de nieuwe wereld ontkwamen zij ook aan vervolging in Engeland. De inwoners van New England hebben in de VS de bijnaam Yankee. De typische New-England tongval is zeer herkenbaar.
New England is een goed samenhangende regio van de Verenigde Staten, met een gemeenschappelijke cultuur en geschiedenis. Boston wordt beschouwd als de officieuze hoofdstad van New England.

## Geografie en landschap
De topografie van de streek omvat glooiende heuvels, vele dichte naaldbossen, ruige bergen en een erg gevarieerde kust. De kust gaat van grillige rotsen in Maine tot zanderige stranden in Connecticut. Er leven veel zee- en kustvogels, zoals de Amerikaanse blauwe reiger. Deze reiger is vooral langs de uitgestrekte zoutmoerassen en de meren te vinden. Voor de kust leven er van begin lente tot herfst walvissen (vinvissen, dwergvinvissen en echte walvissen) in de Atlantische Oceaan, vooral aan de Golf van Maine.
Het westen en noorden worden gedomineerd door de Appalachen, met als hoogste berg Mount Washington, gelegen in de staat New Hampshire.
In de berggebieden van New England komen tot op zo’n 610 m hoofdzakelijk beuken en berken voor. Nog hoger groeien er vooral sparren, zilversparren en pijnbomen.
De laagst gelegen bossen bestaan uit essen, esdoorns en berken. In de 19e en begin 20e eeuw zijn er veel bossen gekapt om plaats te maken voor akkerbouw en weidegrond (meestal voor schapen). Maar nu is het tij gekeerd en Vermont bijvoorbeeld, heeft dezer dagen meer bossen dan aan het begin van de 20e eeuw. De bossen van New England zijn heel populair in de herfst, wanneer de bossen verkleuren.
Ondanks de nabijheid van grote steden is er in het landelijk gedeelte van New England een grote diversiteit aan wilde dieren. Er zijn veel soorten vogels, elanden, beren, herten, bevers, wasberen, eekhoorns en zelfs lynxen en coyotes.
In de gehele VS wordt zo'n 61 miljoen hectare grond beheerd door de National Wildlife Refuge. Deze gebieden beschermen wilde diersoorten en geven de kans om ze te observeren. Van deze gebieden liggen er 31 in New England: tien in Massachusetts, negen in Maine, vijf in Rhode Island, vier in New Hampshire, twee in Connecticut en een in Vermont.
De New England Wild Flower Society is een vereniging die zich richt op de bescherming van de oorspronkelijke flora van New England. Deze organisatie heeft haar hoofdkwartier in Framingham.

### Steden
De grootste steden in New England zijn:
1. Boston: 617.594
2. Worcester: 181.045
3. Providence: 178.042
4. Springfield: 153.060
5. Bridgeport: 144.229
6. New Haven: 129.779
7. Hartford: 124.775
8. Stamford: 122.643 (deel van Bridgeports metropool)
9. Waterbury: 110.366
10. Manchester: 109.565
11. Lowell: 106.519
12. Cambridge: 105.162 (deel van Greater Boston)